# Genelle Williams
Genelle Williams (* 18. Februar 1984 in Toronto, Ontario) ist eine kanadische Schauspielerin.

## Leben und Karriere
Genelle Williams wurde 1984 in Toronto, Kanada, geboren. Bereits in ihrer Jugend war sie schauspielerisch und als Model tätig, ihr Interesse galt aber vor allem dem Sport, insbesondere Basketball und Baseball. Ihren ursprünglichen Berufswunsch, Physiotherapeut zu werden, ließ sie schließlich hinter sich, nachdem sie bei einem Auftritt in einem Musical auf der Highschool entdeckt wurde.
Ihr Fernsehdebüt gab Genelle Williams 2003 im kanadischen Fernsehfilm Eloise im Plaza-Hotel (Originaltitel: Eloise at the Plaza), im selben Jahr bekam sie eine Nebenrolle in der kanadischen Fernsehserie Radio Free Roscoe sowie eine Gastrolle in der Fernsehserie Wild Card. Es folgten Auftritte in mehreren Fernsehfilmen und Serien, darunter This Is Wonderland (2004) und Sue Thomas: F.B.I. (2005). 2006 bekam sie eine Hauptrolle in dem Fernsehdrama Doomstown, für ihre Darbietung war sie 2007 für einen Gemini Award nominiert.
Von 2007 bis 2010 spielte Williams in der kanadischen Sitcom Teen Buzz (Originaltitel: The Latest Buzz) die Chefredakteurin des titelgebenden Magazins, Dianne „DJ“ Jeffries. Im Horrorfilm Orphan – Das Waisenkind (2009) war sie in der Rolle der Schwester Judith zu sehen.
Von 2009 bis 2014 gehörte Williams zur Hauptbesetzung der Science-Fiction-Serie Warehouse 13, in der sie Leena, die Besitzerin der Pension „Leena’s Bed & Breakfast“, verkörperte. In einem Interview zur Serie erklärte die Schauspielerin, dass sie sich zu Beginn der Dreharbeiten auf diese Rolle gefreut habe, da es eine der ersten Rollen sei, wo sie nicht einen Teenager spielen müsse. Ihre Figur wurde Mitte der vierten Staffel aus der Serie geschrieben, allerdings schloss Executive Producer Jack Kenny nicht aus, dass sie noch einen Auftritt haben wird. Im Mai 2013 gab der Fernsehsender Syfy bekannt, dass die Serie mit der für 2014 angesetzten fünften Staffel endet.
Genelle Williams’ deutsche Synchronstimme in Teen Buzz und Warehouse 13 ist Sonja Spuhl.

## Filmografie
- 2003: The Wonderful World of Disney (Fernsehserie, Folge 44x26 – Eloise im Plaza-Hotel (Eloise at the Plaza))
- 2003: Wild Card (Fernsehserie, Folge 1x04)
- 2003–2005: Radio Free Roscoe (Fernsehserie, 15 Folgen)
- 2004: My Baby's Daddy
- 2004: This Is Wonderland (Fernsehserie, Folge 1x11)
- 2004: The Lazarus Child
- 2005: More Sex & the Single Mom (Fernsehfilm)
- 2005: Sue Thomas: F.B.I. (Sue Thomas: F.B.Eye, Fernsehserie, Folge 3x10)
- 2005: Kevin Hill (Fernsehserie, Folge 1x19)
- 2005–2007: Degrassi (Fernsehserie, 3 Folgen)
- 2006: Doomstown (Fernsehfilm)
- 2006: Banshee (Fernsehfilm)
- 2006: It’s a Boy Girl Thing
- 2007: The Note (Fernsehfilm)
- 2007: Super Why! (Fernsehserie, Folge 1x16)
- 2007: Lovebites (Fernsehserie, 3 Folgen)
- 2007–2010: Teen Buzz (The Latest Buzz, Fernsehserie, 66 Folgen)
- 2008: Der unglaubliche Hulk (The Incredible Hulk)
- 2008: Mookie's Law (Kurzfilm)
- 2008: Saving God
- 2008: The Tower (Fernsehfilm)
- 2009: The Line (Fernsehserie, 8 Folgen)
- 2009: Taking a Chance on Love (Fernsehfilm)
- 2009: Flashpoint – Das Spezialkommando (Flashpoint, Fernsehserie, Folge 2x08)
- 2009: Orphan – Das Waisenkind (Orphan)
- 2009–2014: Warehouse 13 (Fernsehserie, 52 Folgen)
- 2010: Running Boy (Kurzfilm)
- 2011: The Listener – Hellhörig (The Listener, Fernsehserie, Folge 2x11)
- 2011: Warehouse 13: Of Monsters and Men (Fernsehserie, 8 Folgen)
- 2012: Lost Girl (Fernsehserie, Folge 2x15)
- 2012: Warehouse 13 - Grand Designs (Fernsehserie, 10 Folgen)
- 2013: Republic of Doyle – Einsatz für zwei (Republic of Doyle, Fernsehserie, Folge 4x08)
- 2014: The Lottery (Fernsehserie, 2 Folgen)
- 2014: Die Frau in Schwarz 2: Engel des Todes (The Woman in Black: Angel Of Death)
- 2014: An En Vogue Christmas (Fernsehfilm)
- 2014–2015: Remedy (Fernsehserie, 20 Folgen)
- 2014–2016: Bitten (Fernsehserie, 20 Folgen)
- 2015: Saving Hope (Fernsehserie, 2 Folgen)
- 2016: Rogue (Fernsehserie, Folge 3x19)
- 2016: 77 Days (Kurzfilm)
- 2017: Private Eyes (Fernsehserie, Folge 2x03)
- 2017: Dark Matter (Fernsehserie, Folge 3x07)
- 2017: Animal (Kurzfilm)
- 2018: The Expanse (Fernsehserie, 5 Folgen)
- 2018: The Holiday Calendar
- 2018: Eine zweite Meinung (Second Opinion) (Fernsehfilm)
- 2018: A Billion Stars - Im Universum ist man nicht allein (Clara)
- 2018: Im Norden strahlt der Weihnachtsstern (Northern Lights of Christmas, Fernsehfilm)
- 2018: In Contempt (Fernsehserie, 4 Folgen)
- 2018: Christmas Catch (Fernsehfilm)
- 2019: American Hangman
- 2019: Christmas Cinderella - Der magische Schuh (Magical Christmas Shoes) (Fernsehfilm)
- 2019: Turkey Drop (Fernsehfilm)
- 2019: Coroner – Fachgebiet Mord (Coroner, Fernsehserie, Folge 1x7)
- 2019: Cardinal (Fernsehserie, 3 Folgen)
- 2020: Utopia Falls (Fernsehserie, Folge 1x10)
- 2020: Schitt’s Creek (Fernsehserie, Folge 6x10)
- 2021: Saw: Spiral (Spiral: From the Book of Saw)
- 2021: Clarice (Fernsehserie, Folge 1x8)
- seit 2021: Family Law (Fernsehserie)
- 2022: The Perfect Pairing (Fernsehfilm)
- 2022: Delia's Gone
- 2022: Christmas on Mistletoe Lake (Fernsehfilm)
- 2025: The Love Club (Fernsehserie)

## Videospiele
- 2019: The Division 2 (Originalstimme von Gabrielle Sanders)